# جزيرة السلام
جزيرة السلام هي أرض أردنية بملكية إسرائيلية قرب الحدود المشتركة بين البلدين. تقع الجزيرة عند ملتقى نهري اليرموك والأردن. يمكن رؤية محطة الطاقة الكهرمائية التي أنشأها بنحاس روتنبرغ في الباقورة من هنا.

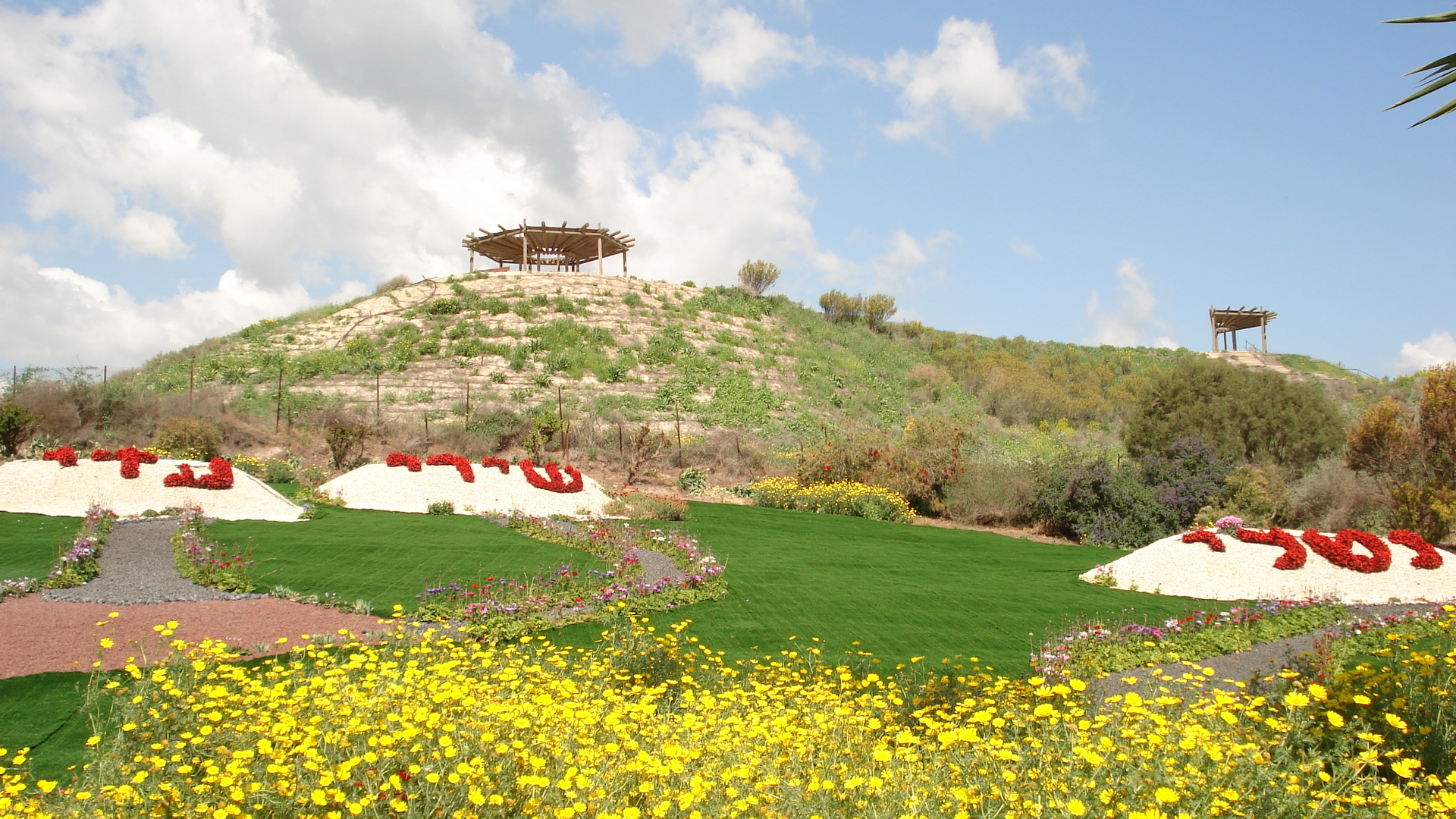
مشهد عام للجزيرة

## تاريخ
تكونت الجزيرة في وسط مجرى نهر الأردن بسبب تصريف المياه إلى محطة الطاقة التي أنشأها روتنبرغ بعد اتفاقه مع الملك عبدالله الأول. في عام 1994، تنازلت إسرائيل عن الجزيرة للأردن بموجب معاهدة وادي عربة، ولكن الأردن قامت بتأجير الأرض إلى مستوطني كيبوتس «أدشوت يعقوب» ليقوموا بزراعتها، هذا العقد يتجدد تلقائيا كل 25 سنة. تم إنشاء بوابة من الجانب الإسرائيلي يمكن منها زيارة الجزيرة بدون فيزا أو جواز سفر. هناك مركز شرطة أردني يتأكد من هويات الزوار.

## حادثة إطلاق النار عام 1997
قام جندي أردني يدعى «أحمد الدقامسة» بإطلاق النار على طالبات مدرسة يهودية من بيت شمس تتراوح أعمارهن بين 13 و 14 سنة في أثناء زيارتهن للجزيرة في رحلة مدرسية، مما أدى إلى مقتل 7 منهن واصابة 6 اخريات. قدم الملك الحسين اعتذاره إلى إسرائيل في زيارة رسمية مما ادى إلى جدل كبير في البلاد.